# Карлос Вальдес (актор)
Ка́рлос Ва́лдес (англ. Carlos Valdés, народ. 20 квітня 1989, Калі) — актор, музикант, композитор і співак колумбійсько-американського походження. Найбільш відомий за роллю Циско Рамона в телесеріалі «Флеш».

## Біографія
Карлос Валдес переїхав із Колумбії до Маямі у віці п'яти років, а потім переїхав ще раз у віці дванадцяти років у місто Марієтта, штат Джорджія. Він навчався в Мічиганському університеті з акторами театральної групи StarKid Productions.
В 2011 году, після закінчення навчання, Валдес повністю посвятив себе роботі в театрі. В 2009—2011 роках він брав участь в таких театральних постановах, як «Класний мюзикл» і «Співак на весіллі», а після вирушив у турне з Jersey Boys.
З березня 2013 року до березня 2014 він виконував роль Андрія в мюзиклі «Одного разу» (англ. Once), де грав на фортепіано, гітарі, укулелі, басах і ударних. В 2013 році мюзикл був номінований на премію «Тоні».[джерело?]
В 2014 році Карлос Валдес отримав дебютну роль на американському телебаченні в телесеріалі «Стріла», а потім з'явився в його спін-офі «Флеш» в одній із головних ролей. В обох шоу він зіграв роль Циско Рамона.
В липні 2015, Вальдес озвучив Циско Рамона в анімаційному вебсеріалі Віксен.

## Фільмографія
| Рік       |   | Українська назва         | Оригінальна назва                   | Роль                    |
| --------- | - | ------------------------ | ----------------------------------- | ----------------------- |
| 2014—2018 | с | Стріла                   | Arrow                               | Циско Рамон/Вайб        |
| 2014      | с | Флеш                     | The Flash                           | Циско Рамон/Вайб        |
| 2015—2016 | с | Віксен                   | Vixen                               | Циско Рамон/Вайб        |
| 2016      | с | Флеш: Хроніки Циско      | The Flash: Chronicles of Cisco      | Циско Рамон/Вайб        |
| 2016—2017 | с | Легенди завтрашнього дня | Legends of Tomorrow                 | Циско Рамон/Вайб        |
| 2016—2018 | с | Супердівчина             | Supergirl                           | Циско Рамон/Вайб        |
| 2017      | с |                          | Freedom Fighters: The Ray           | Циско Рамон/Вайб        |
| 2020      | с |                          | Wayward Guide for the Untrained Eye | англ. Dr. Henry Edwards |
| 2022      | с | Газлайт                  | Gaslit                              | агент Пол Магалланес    |